# Blabioides snelleni
Blabioides snelleni là một loài bướm đêm thuộc phân họ Arctiinae, họ Erebidae.